# سلمى عليا قواف
سلمى عليا قواف (بالتركية: Selma Aliye Kavaf)؛ وزيرة شؤون المرأة والأسرة في الحكومة التركية، نائبة في البرلمان التركي، ولدت قواف عام 1962 في دينيزلي.

## تعليمها
تخرجت قواف من قسم الدراسات التركية في كلية اللغات والتاريخ والجغرافيا التابعة لجامعة أنقرة وعملت مُدرسة في مدارس القطاعين الحكومي والخاص لمدة سبعة أعوام، ومن ثم انضمت للعمل في الحياة السياسية عقب تأسيس حزب العدالة والتنمية في عام 2002.

## حياتها السياسية
حققت السيدة قواف إنجازاً جديداً من خلال تنظيم عمل المرأة في حزب سياسي بالمعنى المؤسسي بعد تأسيسها للرئاسة العامة لشؤون المرأة التابعة لحزب العدالة والتنمية بعد الانتخابات، وشاركت بتمثيل حزب العدالة والتنمية في العديد من المنابر الإقليمية والدولية.
تم انتخابها عضواً في برلمان تركيا في يوليو 2007 وأصبحت السيدة كواف المتحدثة الرسمية عن لجنة الصحة والأسرة والعمل والشؤون الاجتماعية في البرلمان، ورئيسة لجنة الصداقة البرلمانية بين تركيا البيرو. تم تعيين السيدة كواف وزيرة لشئون المرأة في مايو.

## وصلات خارجية
- موقع حزب العدالة والتنمية
- موقع سيدة سلمى عاليا قواف نسخة محفوظة 14 مارس 2010 على موقع واي باك مشين.
- صفحة سيدة سلمى عاليا قواف في موقع مجلس النواب التركي
- منتدى القيادات النسائية العربية
- افتتاح معرض الإسلام عقيدة وعبادة
- وضع حجر أساس مشروع المدارس التركية بصنعاء

| سبقه نعمة شوبوكشو | قائمة وزيرات شؤون المرأة والأسرة في تركيا 2009- | تبعه - |